# William Heick
William Heick (6. října 1916 – 13. září 2012) byl americký fotograf a filmař aktivní v San Francisku. Je nejznámější díky svým etnografickým fotografiím a dokumentárním filmům ze severoamerických indických kultur. W. R. Heick působil jako producent, režisér a hlavní kameraman na katedře antropologie na Kalifornské univerzitě v Berkeley, kde v rámci National Science Foundation podporoval indiánský filmový projekt. Jeho fotografie zachycují život a kulturu domorodých Američanů z domorodých národů Kwakiutlů, Kašajů Pomo, Hupa, Navhůo, Černonožců a Siouxů. Natočil řadu oceněných filmů v této sérii spolu s dokumentárními filmy Pomo Shaman a Sucking Doctor, který je o ceremoniálu kmene Pomo, který antropologové považují za jeden z nejucelenějších a nejvýznamnějších filmů domorodého ceremoniálu, který byl dosud pořízen.

## Umělecká fotografie
Jeho výtvarné fotografie byly vystaveny v Sanfranciském muzeu moderního umění, Kalifornském paláci čestné legie, DeYoung Museu, Seattle Museum of Art, Henry Gallery (University of Washington), Phoebe A. Hearst Museum antropologie a University Art Gallery (Cal State at Chico). Jeho fotografie byly vybrány do stálých sbírek Muzea moderního umění v New Yorku, Smithsonova institutu, High Museum of Art, Atlanta, Santa Barbara Museum of Art a Monterey Peninsula Museum of Art.
V publikované recenzi „Umělecká scéna“ montereyský krajinář a umělecký kritik Rick Deregon napsal: „Zvláštní vlastnosti obrazů W. R. Heicka pocházejí z jednoduchého vztahu mezi fotografem a subjektem. Bez jiné agendy, než zachytit rozhodující inspirativní okamžik a ilustrovat lidskou přehlídku, práce pana Heicka přesahuje přímou žurnalistiku a usiluje o umění šlechetnosti a soucitu.“

## Kariéra
Kariéru začal William Heick jako fotograf námořní inteligence během druhé světové války v Pacifiku. Po válce studoval fotografii na Kalifornské škole výtvarných umění (nyní San Francisco Art Institute) u významných učitelů jako Ansel Adams nebo Minor White. Stal se celoživotními přáteli s Imogen Cunninghamovou a Dorothou Langeovou a považuje tyto dvě fotografky za primární vlivy na jeho fotografickou práci.
William Heick natočil dva dokumenty o pacifických severozápadních indiánských kmenech, Blunden Harbor (1951) a Dances of the Kwakiutl (1951).
Heick pracoval většinu padesátých a šedesátých let jako producent, režisér, historik a kameraman pro světovou strojírenskou společnost Bechtel Corporation. Zatímco s Bechtelem psal a natáčel dokumenty o jejich velkých projektech se zvláštním důrazem na etnické a sociální ohledy v odlehlých oblastech Arktidy, Jižní Ameriky, Afriky, Grónska, Evropy, Středního východu, Austrálie, Indonésie a ostrovů Nové Guineje a Bougainville. V letech 1956 až 1964 se Heick podílel na projektu Camerona Macauleje v indiánském filmovém projektu, který dokumentoval indiánské kultury prostřednictvím filmových a zvukových záznamů, v úzké spolupráci s Alfredem Kroeberem a Samuelem Barrettem. 
William Heick produkoval dva dokumenty pro Quakers. Beauty for Ashes dokumentuje Quakerský projekt přestavby 40 kostelů, které byly spáleny nočními jezdci během rasových sporů v Mississippi v bouřlivých šedesátých letech. Voyage of the Phoenix dokumentuje kontroverzní plavbu na jachtě Phoenix , která během války ve Vietnamu proplula americkou bitevní flotilou a dodávala do severního Vietnamu zdravotnický materiál, když vrcholilo bombardování této sužované země.
Na konci 60. a počátku 70. let 20. století Heick působil jako kameraman u tří hraných filmů, vše pro režiséra / umělce Fredrica Hobbse : Troika (1969, spolurežie Gordon Mueller), Alabama Ghost (1973) a The Godmonster Indian Flat (1973).
V polovině sedmdesátých let produkoval Heick jako nezávislý producent u Gordona Muellera seriál Indonesian Dance Series. Tato série financovaná z grantů Caltex Pacific Indonesia a Pertamina dokumentuje čtrnáct tradičních tanečních představení z ostrovů Jáva, Bali, Sumatra a Kalimantan.
Pozdější Heickovy filmy zahrnují The Other China, čtyřdílnou minisérii natočenou na Tchaj-wanu v roce 1988, která dokumentuje sociální a kulturní strukturu Tchaj-wanu.